# Simo Matavulj
Simo Matavulj (cirílico: Симо Матавуљ; Šibenik, 14 de septiembre de 1852-Belgrado, 20 de febrero de 1908) fue un escritor serbio.
Fue un representante del realismo lírico, especialmente en prosa corta. Fue miembro honorario de Matica srpska, primer presidente de la Asociación de Escritores de Serbia, presidente de la Sociedad de Artistas de Serbia y miembro de la Real Academia Serbia.

## Biografía
Era uno de los 5 hijos del comerciante Stevan Matavulj y Simeuna Matavulj. Asistió a escuelas de gramática italiana y serbia y se graduó en un gimnasio de Šibenik. Después de la muerte de su padre, se fue a vivir y estudiar con su tío Serafim. el abad del monasterio ortodoxo de Krupa, cerca de la cordillera de Velebit. Fue educado para la iglesia, pero decidió no recibir órdenes, y después de cuatro años se fue a Zadar. Allí, en 1872, se graduó. Pronto trabajó como profesor en varios pueblos de Dalmacia, Grecia y durante ocho años como profesor de italiano en Herceg Novi También enseñó durante mucho tiempo en Đevrske e Islam Grčki, cerca del castillo de la familia Janković, construido por Stojan Janković Mitrović. El descendiente de Stojan, el políglota Ilija Janković, que vivía en el castillo, contrató a Matavulj como su secretario personal.
Matavulj publicó sus primeras obras literarias en la revista Narodnom listu de Zadar.
Debido a algunos problemas con las autoridades austriacas, Matavulj se trasladó a Cetiña, donde publicó su novela Uskok en los periódicos locales en 1885.
En 1889, Matavulj se mudó a Belgrado, donde se convirtió en maestro de escuela secundaria y en 1892 publicó la novela Bakonja fra Brne, que fue su obra más famosa. Se trata de una novela parcialmente autobiográfica, cuya trama describe la estancia de un joven campesino en un convento franciscano, para ser educado y formado como fraile por un pariente anciano. El autor centra la atención, a veces irónicamente, en los frailes rurales que tienen su fe impregnada de supersticiones paganas.
Murió en Belgrado el 20 de febrero de 1908.

## Obras
- Iz Crne Gore i Primorja, 1888-1889
- Bakonia Fra Brne, 1892
- Beogradske priče, 1902
- Nemirne duše, 1908